# 幸せのテレパシー
「幸せのテレパシー 」（しあわせのてれぱしー）は、福田沙紀の3枚目のシングル。2005年12月14日にフライトマスターから発売された。

## 解説
表題曲「幸せのテレパシー」は自身も声の出演をしていた映画「甲虫王者ムシキング グレイテストチャンピオンへの道」主題歌。C/W曲に前作「花束を下さい」の別バージョンが収められている。

## 収録曲
1. 幸せのテレパシー（4:40）[2]
作詞・作曲：広瀬香美
編曲：井上ヨシマサ
2. 37℃（3:37）[2]
作詞：オーノカズナリ
作曲：松下典由
編曲：Koma2Kaz
アルバム『Sakippo』にmegurohoncho versionを収録。
3. 花束を下さい ～2005 winter version～（5:16）[2]
作詞：田形美嘉子
作曲：ムラマツテツヤ
編曲：hayato
4. 幸せのテレパシー ～Instrumental～